# Festival van San Remo 1974
Het Festival van San Remo 1974 was de 24ste editie van de liedjeswedstrijd.

## Finale
1. Ciao cara, come stai? (Cristiano Malgioglio, Claudio Daiano, Dinaro e Italo Janne) Iva Zanicchi
2. Questa è la mia vita (Luciano Beretta, Domenico Modugno e Elide Suligoj) Domenico Modugno
3. Occhi rossi (Daniele Pace, Corrado Conti, Lorenzo Pilat e Mario Panzeri) Orietta Berti
4. Sta piovendo dolcemente (Maurizio Piccoli e Pino Donaggio) Anna Melato
5. Il mio volo bianco (Claudio Daiano, Zanon e Italo Janne) Emanuela Cortesi
6. Senza titolo (Pallavicini-Ferrari-Mescoli) Gilda Giuliani
7. Se hai paura (R. Soffici, M. Guantini e Luigi Albertelli) Domodossola
8. Mon ami tango (Daniele Pace, Corrado Conti, Lorenzo Pilat e Mario Panzeri) Les Charlots
9. Notte dell’estate (A. Mammoliti, A. Buonocore e C. Celli) Valentina Greco
10. Il matto del villaggio (Franco Migliacci, Claudio Mattone e Piero Pintucci) Nicola di Bari
11. Ah! L’amore (E. Lombardo, G. Sebastianelli e E. Capelli) Mouth & MacNeal
12. A modo mio (Claudio Baglioni e Antonio Coggio) Gianni Nazzaro
13. In controluce (Albano Carrisi e Paolo Limiti) Al Bano
14. Innamorati (Luciano Beretta e Franco e Mino Reitano) Mino Reitano
15. Un po’ di coraggio (D. Pieretti e A. R. Mancino) Rosanna Fratello
16. Cavalli bianchi (Miro, Giulifan e Casu) Little Tony
17. Monica delle bambole (Luciano Beretta e Elide Suligoj) Milva
18. Sole giallo (Maurizio Piccoli e Pino Donaggio) Middle of the Road

## Halvefinalisten
- Canta con me (Enrico Riccardi e Luigi Albertelli) Kambiz
- Capelli sciolti (Donatella Rettore e M. Pagano) Donatella Rettore
- Complici (Luigi Lopez e Carla Vistarini) Riccardo Fogli
- Fiume grande (Franco Simone) Franco Simone
- La canta (Raoul Casadei, E. Muccioli e A. Pedulli) Orchestra Spettacolo Casadei
- La donna quando pensa (M. Galati e E. Capelli) Paola Musiani
- Per una donna donna (Antonella Bottazzi) Antonella Bottazzi
- Qui (Paolo Cassella, Riccardo Cocciante e Marco Luberti) Rossella
- Ricomincerei (Piero Soffici e D. Pieretti) Sonia Gigliola Conti
- Valentin tango (Luciano Beretta e E. Capotosti) Piero Focaccia

1951 · 1952 · 1953 · 1954 · 1955 · 1956 · 1957 · 1958 · 1959 · 1960 · 1961 · 1962 · 1963 · 1964 · 1965 · 1966 · 1967 · 1968 · 1969 · 1970 · 1971 · 1972 · 1973 · 1974 · 1975 · 1976 · 1977 · 1978 · 1979 · 1980 · 1981 · 1982 · 1983 · 1984 · 1985 · 1986 · 1987 · 1988 · 1989 · 1990 · 1991 · 1992 · 1993 · 1994 · 1995 · 1996 · 1997 · 1998 · 1999 · 2000 · 2001 · 2002 · 2003 · 2004 · 2005 · 2006 · 2007 · 2008 · 2009 · 2010 · 2011 · 2012 · 2013 · 2014 · 2015 · 2016 · 2017 · 2018 · 2019 · 2020 · 2021 · 2022 · 2023 · 2024 · 2025